# Harriet Jane Moore
Harriet Jane Carrick Moore, más conocida como Harriet Jane Moore (1801-6 de marzo de 1884) fue una acuarelista británica.

## Trayectoria
Proveniente de una rica familia escocesa de médicos y militares, Moore fue la mayor de los cinco hijos de Harriet Henderson (1779-1866) y el médico cirujano, James Carrick Moore (1762-1840). Sobrina de Sir John Moore, un general del ejército británico que participó en la Guerra de la Independencia Española. Uno de sus hermanos, John Carrick Moore, que era geólogo de campo y trabajó como secretario de la Sociedad Geológica, fue quien conectó a la familia Moore con la Royal Institution, cuando fue elegido miembro en 1836.
En 1779, Moore se mudó a Londres y con la ayuda del pintor suizo, Henry Fuseli, amigo de su familia, se instala en la ciudad. En 1850, Moore asistió a una conferencia llamada On some points of domestic chemical philosophy, donde conoció a Michael Faraday, convirtiéndose en su amiga y la de su esposa, sus conversaciones a través de cartas se conservan en la Institution of Engineering and Technology.
La obra más reconocida de Moore fue la serie de acuarelas que realizó a principios de la década de 1850, sobre la vida y trabajo de Faraday en la Royal Institution, en los que documentó su departamento, estudio y laboratorio, la serie consistía en ocho acuarelas, seis de los espacios de laboratorio del sótano y dos de ellos muestran a Faraday trabajando. Moore también pintó el estudio de Faraday y el comedor del segundo piso.
Las pinturas de Moore se usaron en los libros del siglo XIX para ilustrar cómo lucían los laboratorios científicos en la época. Murió el 6 de marzo de 1884.

## Galería

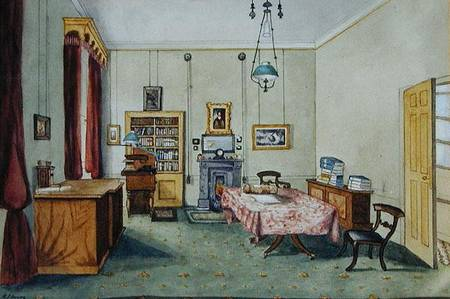
Michael Faraday's Study on the second floor at The Royal Institution (1850-55)
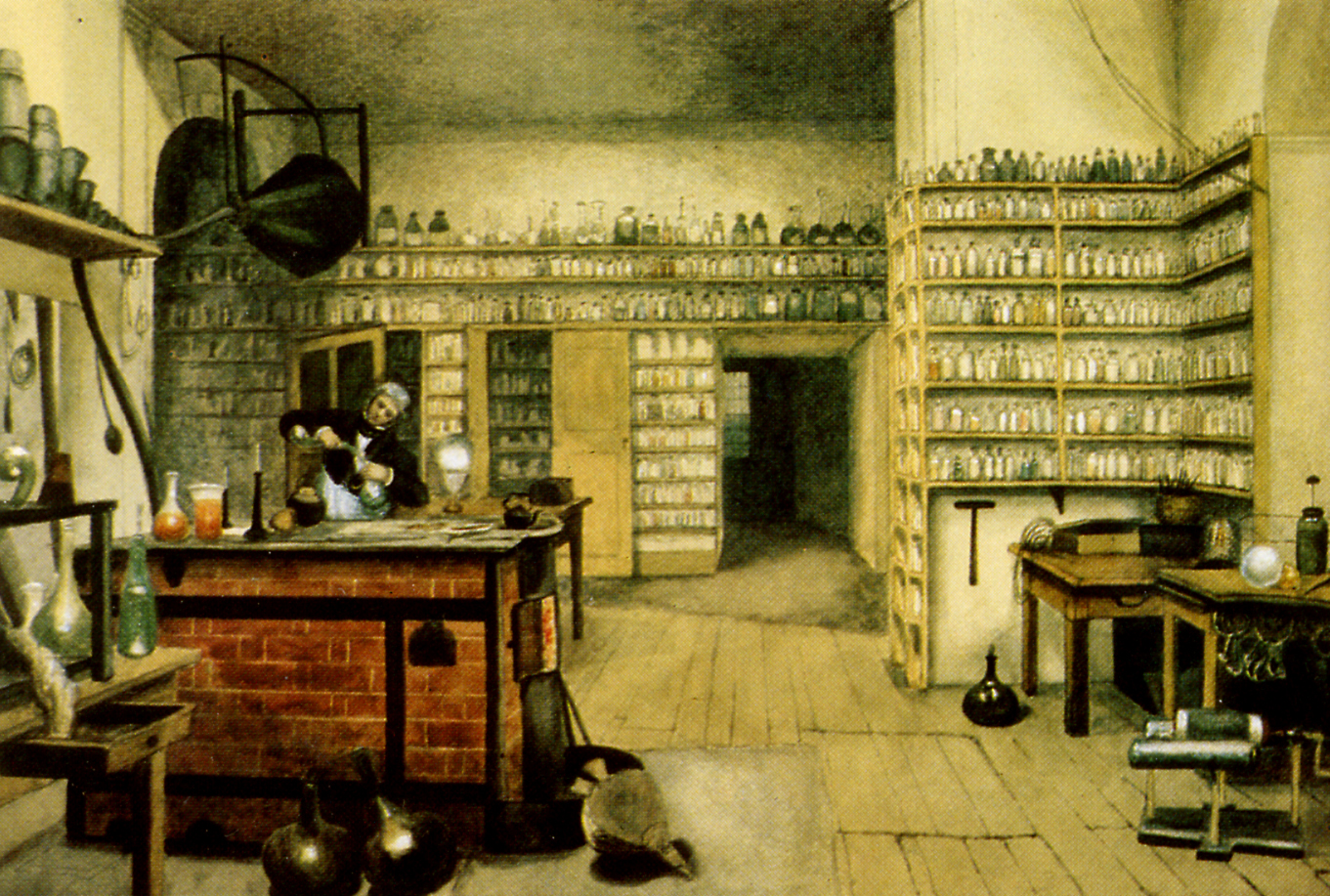
Michael Faraday in his Basement Laboratory (1852)
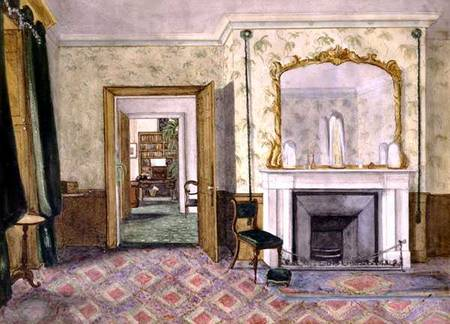
Michael Faraday's flat at the Royal Institution (1850-55)